# Деґуце (Підляське воєводство)
Деґуце (пол. Degucie) — село в Польщі, у гміні Сейни Сейненського повіту Підляського воєводства.
Населення — 50 осіб (2011).
У 1975-1998 роках село належало до Сувальського воєводства.

## Демографія
Демографічна структура станом на 31 березня 2011 року:
|          | Загалом | Допрацездатний вік | Працездатний вік | Постпрацездатний вік |
| -------- | ------- | ------------------ | ---------------- | -------------------- |
| Чоловіки | 25      | 7                  | 14               | 4                    |
| Жінки    | 25      | 6                  | 15               | 4                    |
| Разом    | 50      | 13                 | 29               | 8                    |